# Buddy Shuman 250 1963
Buddy Shuman 250 1963 var ett stockcarlopp ingående i Nascar Grand National Series som kördes 6 september 1963 på den 0,4 mile (643,737 m) långa ovalbanan Hickory Motor Speedway i Hickory, North Carolina. Totalt avverkades 100 miles (160,934 km) fördelat på 250 varv. Banunderlaget var dirt. Loppet vanns av Junior Johnson i en Chevrolet på tiden 1:35.21 körande för Ray Fox. Johnsons snitthastighet var 62,926 mph. Han var vid målgång ensam förare på ledarvarvet, fyra varv före tvåan G.C. Spencer. Prispotten uppgick till 6 375 dollar, varav 1 775 dollar gick till segraren. Loppet är uppkallat efter stockcarföraren Buddy Shuman som dog i en hotellbrand 13 november 1955.

## Resultat
| Plc     | Nr | Förare          | Team/ bilägare      | Konstruktör | Start | Varv | Ledda varv |
| ------- | -- | --------------- | ------------------- | ----------- | ----- | ---- | ---------- |
| 1       | 3  | Junior Johnson  | Ray Fox             | Chevrolet   | 7     | 250  | 125        |
| 2       | 3  | G.C. Spencer    | G.C. Spencer        | Chevrolet   | 14    | 246  | 0          |
| 3       | 17 | Bob Welborn     | Fred Harb           | Pontiac     | 8     | 237  | 0          |
| 4       | 96 | Jimmy Massey    | Hubert Westmoreland | Chevrolet   | 9     | 232  | 0          |
| 5       | 36 | Larry Thomas    | Wade Younts         | Dodge       | 20    | 232  | 0          |
| 6       | 87 | Buck Baker      | Buck Baker          | Pontiac     | 18    | 225  | 0          |
| 7       | 89 | Neil Castles    | Buck Baker          | Chrysler    | 17    | 224  | 0          |
| 8       | 78 | J.D. McDuffie   | J.D. McDuffie       | Ford        | 24    | 224  | 0          |
| 9       | 28 | Fred Lorenzen   | Holman-Moody        | Ford        | 2     | 218  | 0          |
| 10      | 19 | Cale Yarborough | Herman Beam         | Ford        | 15    | 210  | 0          |
| 11      | 32 | Tiny Lund       | Dave Kent           | Ford        | 12    | 210  | 0          |
| 12      | 32 | Jimmy Pardue    | Pete Stewart        | Ford        | 16    | 202  | 0          |
| 13      | 54 | Curtis Crider   | Curtis Crider       | Mercury     | 23    | 201  | 0          |
| 14      | 11 | Ned Jarrett     | Charles Robinson    | Ford        | 13    | 197  | 59         |
| 15      | 43 | Richard Petty   | Petty Enterprises   | Plymouth    | 5     | 196  | 0          |
| 16      | 88 | Major Melton    | Major Melton        | Chrysler    | 22    | 141  | 0          |
| 17      | 90 | Gary Sain       | Ralph Sparks        | Dodge       | 11    | 141  | 0          |
| 18      | 6  | David Pearson   | Cotton Owens        | Dodge       | 1     | 123  | 47         |
| 19      | 47 | Jack Smith      | Jack Smith          | Plymouth    | 4     | 74   | 3          |
| 20      | 23 | Bill Widenhouse | Leland Colvin       | Plymouth    | 25    | 68   | 0          |
| 21      | 8  | Joe Weatherly   | Bud Moore           | Mercury     | 3     | 58   | 16         |
| 22      | 4  | Rex White       | Rex White           | Mercury     | 6     | 56   | 0          |
| 23      | 9  | Roy Tyner       | Roy Tyner           | Chevrolet   | 21    | 53   | 0          |
| 24      | 5  | Pete Stewart    | Pete Stewart        | Pontiac     | 10    | 41   | 0          |
| 25      | 37 | Wendell Scott   | Wendell Scott       | Chevrolet   | 19    | 14   | 0          |
| 26      | 97 | Bill Whitley    | i.u.                | Chevrolet   | 26    | 4    | 0          |
| Källor: |    |                 |                     |             |       |      |            |